# Тодор Симовски
Тодор Христов Симовски (на македонска литературна норма: Тодор Христов Симовски) е комунистически деец и историк от Република Македония.

## Биография
Симовски е роден в 1924 година в гумендженското село Извор, Гърция. Влиза в комунистическото движение по време на окупацията на Гърция през Втората световна война и от май 1942 година е секретар на ОКНЕ за Гумендженска околия, а от 1943 организационен секретар на окръжния комитет на ЕПОН за Воденски, Катерински, Берски и Кукушки ном. През февруари 1946 година става функционер на НОФ за Гумендженска и Ениджевардарска околия.
След Гражданската война бяга в Югославия. Завършва история във Философския факултет на Скопския университет. Работи като журналист - главен редактор е на вестник „Глас на егейците“, и пише върху историята на Егейска Македония.